# Halaszgambiet
Het Halaszgambiet of Halasz-McDonnellgambiet is in de opening van een schaakpartij een variant in het middengambiet, welke valt onder ECO-code C21.
Het gambiet begint met de zetten:
1. e4 e5
2. d4 exd4 (het aangenomen middengambiet)
3. f4
De opening staat ook bekend als het Marshallgambiet. Een voorbeeld van een partij met het Halaszgambiet is de correspondentiepartij van de Hongaarse correspondentieschaker Tamás Halász tegen de Rus Tanin, 1985. Halász won de partij in 12 zetten:
1. e4 e5
2. d4 exd4
3. f4 Lc5
4. Pf3 Pc6
5. a3 a5
6. Pd3 Pf6
7. 0-0 0-0
8. e5 Pd5
9. Lxh7 Kh8
10. Pg5 g6
11. Df3 Pe3
12. Lxg6 en zwart gaf op.